# هالوجين
| 'المجموعة 17' |        |
| الدورة        |        |
| 2             | 9 F    |
| 3             | 17 Cl  |
| 4             | 35 Br  |
| 5             | 53 I   |
| 6             | 85 At  |
| 7             | 117 Ts |

الهالوجينات هي عناصر أو مواد تشكل أملاح باتحادها المباشر مع معدن. الهالوجينات هي: الفلور، الكلور، البروم، اليود، الاستاتين.
تقع مجموعة الهالوجينات في الجدول الدوري في المجموعة الرئيسية 7 (المجموعة 17 حسب الترقيم الحديث)، كل منهم أحادي التكافؤ (في المركبات يحمل كل منهم وحدة شحنة سالبة).
مثال لملح به هالوجين: ملح الطعام NaCl.
في هذا الملح يحمل الكلور Cl شحنة سالبة واحدة، ويحمل الصوديوم Na شحنة موجبة واحدة.

## الأصل اللغوي
وفقاً لقاموس أوكسفورد، كان أول استخدام لكلمة هالوجين في عام 1842، حيث استحدثت (بالإنجليزية: coined)‏ كلمة (halogen) من قبل الكيميائي السويدي: يونس ياكوب بيرسيليوس من اللغة الإغريقية، وتتألف هذه الكلمة من مقطعين، الأول: (-halo) وتعني الملح، والثاني (gen-) وتعني المولد، وبذلك يصبح المعنى الحرفي لكلمة هالوجين: المولد للملح.
في عام 1811، اقترح الكيميائي الألماني يوهان شفايجر أن يستبدل اسم «الهالوجين» بدلًا من اسم «الكلور»، الذي كان اقترحه الكيميائي الإنجليزي همفري ديفي. ساد اسم ديفي للعنصر. ومع ذلك، في عام 1826، اقترح الكيميائي السويدي يونس ياكوب بيرسيليوس (Jöns Jacob Berzelius) مصطلح «هالوجين» لعناصر الفلور والكلور واليود، والتي تنتج مادة شبيهة بملح البحر عندما تشكل مركبًا بمعدن قلوي.
تحتوي أسماء العناصر جميعها على النهاية (ine-). يأتي اسم الفلور من الكلمة اللاتينية (fluere)، والتي تعني «التدفق»، لأنها مشتقة من الفلوروسبار المعدني، والذي كان يُستخدَم كصهارة في صناعة المعادن. يأتي اسم الكلور من الكلمة اليونانية كلوروس (chloros)، والتي تعني «أصفر مائل للخضرة». يأتي اسم برومين من الكلمة اليونانية بروموس (Bromos)، والتي تعني «الرائحة الكريهة». يأتي اسم اليود من الكلمة اليونانية (iodes)، والتي تعني «البنفسجي». يأتي اسم أستاتين من الكلمة اليونانية أستاتوس (Astatos)، والتي تعني «غير مستقر».

## التاريخ
عُرِف الفلوروسبار المعدني الفلوري منذ عام 1529. أدرك الكيميائيون الأوائل أنّ مركبات الفلور تحتوي على عنصر غير مُكتشَف، لكنهم لم يتمكنوا من عزله. في عام 1860، قام الكيميائي الإنجليزي جورج غور بتشغيل تيار كهربائي من خلال حمض الهيدروفلوريك وربما أنتج الفلور، لكنه لم يتمكن من إثبات نتائجه في ذلك الوقت. في عام 1886، أجرى الكيميائي الفرنسي هنري مواسان التحليل الكهربائي على ثنائي فلوريد البوتاسيوم المُذاب في فلوريد الهيدروجين اللامائي، وعزل الفلور بنجاح.
كان حمض الهيدروكلوريك معروفًا للخيميائيين والكيميائيين الأوائل. ومع ذلك، لم يُنتَج عنصر الكلور حتى عام 1774، عندما قام كارل فلهلم شيله بتسخين حمض الهيدروكلوريك بثاني أكسيد المنغنيز. أطلق شيله على العنصر «حمض المرياتيك»، وهو ما عُرف بالكلور لمدة 33 عامًا. في عام 1807، قام همفري ديفي بفحص الكلور واكتشف أنه عنصر حقيقي. أدى الجمع بين الكلور وحمض الهيدروكلوريك وحمض الكبريتيك في حالات معينة إلى إنتاج غاز الكلور الذي كان غازًا سامًا خلال الحرب العالمية الأولى، فقد أزاح الأكسجين في المناطق الملوثة واستبدل الهواء المؤكسج الشائع بغاز الكلور السام. حيث يحرق الغاز الأنسجة البشرية خارجيًا وداخليًا، وخاصة الرئتين مما يجعل التنفس صعبًا أو مستحيلًا حسب مستوى التلوث.
اكتشف أنطوان جيروم بالارد (Antoine Jérôme Balard) البروم في عشرينيات القرن التاسع عشر. اكتشف بالارد البروم عن طريق تمرير غاز الكلور عبر عينة من محلول ملحي. اقترح في الأصل اسم موريد (Muride) للعنصر الجديد، لكن الأكاديمية الفرنسية غيرت اسم العنصر إلى البروم.
اكتُشِف اليود بواسطة برنارد كورتوا، الذي كان يستخدم رماد الأعشاب البحرية كجزء من عملية تصنيع نترات الملح. قام كورتوا عادةً بغلي رماد الأعشاب البحرية بالماء لتوليد كلوريد البوتاسيوم. ومع ذلك، في عام 1811، أضاف كورتوا حامض الكبريتيك إلى عمليته ووجد أن عمليته أنتجت أبخرة أرجوانية تتكثف في بلورات سوداء. للاشتباه في أن هذه البلورات كانت عنصرًا جديدًا، أرسل كورتوا عينات إلى كيميائيين آخرين للتحقيق، ثم أُثبِت أن اليود عنصر جديد بواسطة لوي جوزيف غي ـ لوساك.
في عام 1931، ادعى فريد أليسون أنه اكتشف عنصر 85 بآلة مغناطيسية بصرية، وأطلق على العنصر ألابامين، لكنه كان مخطئًا. في عام 1937، ادعى راجيندرال دي (Rajendralal De) أنه اكتشف العنصر 85 في المعادن، وأسمى العنصر «داكين» (Dakine)، لكنه كان مخطئًا أيضًا. محاولة اكتشاف العنصر "85" في عام 1939 بواسطة هوريا هولوبي (Horia Hulubei) وإيفيت كوتشواس (Yvette Cauchois) عبر التحليل الطيفي ولم تنجح أيضًا، كما كانت محاولة في نفس العام بواسطة والتر ميندر (Walter Minder)، الذي اكتشف عنصرًا يشبه اليود ناتجًا عن اضمحلال بيتا للبولونيوم. أُنتِج العنصر 85 (المسمى الآن أستاتين) بنجاح في عام 1940 بواسطة دالي ر. كورسن (Dale R.Corson)، وكينيث روس ماكنزي (Kenneth Ross MacKenzie)، وإميليو سيغري (Emilio Segrè)، اللذين قذفوا البزموت بجزيئات ألفا.

## خصائص الهالوجينات
تتكون من العناصر الموجودة في المجموعة 17 والتي كانت تسمى قديما (VII or VIIA) من الجدول الدوري وهي: الفلور، الكلور، البروم، اليود، الأستاتين والأنون سيبتيوم.
جزيئات هذه العناصر ثنائية الذرة في حالتها الطبيعية. وتحتاج إلى إلكترون واحد لملء غلافها الإلكتروني الأخير، ولذا فإنها تميل لتكوين أيون سالب أحادى الشحنة. وهذا الأيون السالب يسمى بأيون الهاليد، فالأملاح التي تحتوي أيونات الهالوجينات تسمى هاليدات.
الهالوجينات عالية النشاط الكيميائي. ولذا فإنها يمكن أن تكون مضرة للكائنات الحية. الكلور واليود يتم استخدامها كمطهر في عديد من الاستخدامات مثل: ماء الشرب، أحواض السباحة، الجروح الحديثة، الصحون، السطوح.فلهما القدرة على قتل البكتريا والكائنات الدقيقة الأخرى التي قد تكون ضارة، فيما يسمى بعملية التطهير. كما يتم استخدام خاصية النشاط الكيميائي في عملية التبييض. الكلور هو المكون النشيط لمعظم مبيضات الأقمشة ويستخدم في معظم المنتجات الورقية.
يتحد أيون الهاليد مع ذرة هيدروجين لتكوين الأحماض الهيدرولية (HF، HCl، HBr، HI)، وهي سلسلة من الأحماض القوية. (يمكن أن يوضع أيضا HAt حمض الهيدراستاتيك كان يجب أن يوضع معهم ولكن نظرا لأن ليس ثابت على الإطلاق من ناحية تحلل ألفا فإنه لا يوضع معهم.
كما أن الهالوجينات تتفاعل مع بعضه لينتج بين الهالوجينات ومركب ين الهالوجين ثنائي الذرة وله صفات مشابهة للهالوجينات.
كثير من المركبات العضوية مثل المكاثير (البوليمرات) واللدائن وبعض المركبات العضوية الطبيعية تحتوي على ذرات هالوجين وتعرف هذه المركبات بالمركبات المتحدة مع الهالوجينات. الكلور حتى الآن أكثر الهالوجينات وفرة كما أن الحاجة له كبيرة للغاية (أيون الكلوريد) في جسم الإنسان. فمثلا يقوم الكلور بلعب دور أساسي في بعض العمليات التي تتم في المخ حمض جاما-أمينو بيوتيرك، كما يستخدمه الجسم لإنتاج حمض المعدة. كما يستخدم اليود لإنتاج هرمونات الغدة الدرقية مثل هرمون الثايروكسين. ومن ناحية أخرى لا يعتقد بأن الفلور أو البروم يلعبا دور مهم في جسم الإنسان، على الرغم من أن كميات ضئيلة من الفلور يمكن أن تقوم بتبييض الأسنان.
ويلاحظ أن الهالوجينات لها إتجاه يمكن رصده عند النزول في المجموعة، فإنه يلاحظ أن السالبية الكهربية والنشاطية تقل، أما درجة حرارة الغليان والانصهار فإنها تزيد.
| هالوجين | الكتلة الذرية | درجة الانصهار K | درجة الغليان K | السالبية الكهربية |
| فلور    | 19            | 53.53           | 85.03          | 3.98              |
| كلور    | 35.5          | 171.6           | 239.11         | 3.16              |
| بروم    | 80            | 265.8           | 332.0          | 2.96              |
| يود     | 127           | 396.85          | 457.4          | 2.66              |
| أستاتين | 210           | 575             | 610            | 2.2               |
| تينيسين | 294*          | 623–823         | 883            | *                 |

* أنون سيبتيوم (باللاتينية: Ununseptium) تم اكتشافه سنة 2010 وتم تغيير اسمه إلى تينيسين.

## مركبات الهالوجين
تكون مركبات الهالوجين على شكل (XYn) حيث (X) و (Y) عبارة عن هالوجين و (n) هي واحد أو ثلاثة أو خمسة أو سبعة. تحتوي مركبات الهالوجين على أكثر من نوعين مختلفين من الهالوجين. يمكن إنتاج الهالوجينات الكبيرة، مثل ثلاثي فلوريد الكلور (ClF3) عن طريق تفاعل هالوجين نقي مع مركب بين هالوجيني أصغر مثل أحادي فلوريد الكلور (ClF). يمكن إنتاج جميع الهالوجينات باستثناء سباعي فلوريد اليود (IF7) عن طريق الجمع المباشر للهالوجينات النقية في ظروف مختلفة.

عادةً ما تكون المواد الهالوجينية أكثر تفاعلًا من جميع جزيئات الهالوجين ثنائية الذرة باستثناء (F2) لأن الروابط بين الهالوجين تكون أضعف. ومع ذلك، فإن الخصائص الكيميائية لمواد الهالوجينات لا تزال تقريبًا مماثلة لتلك الخاصة بالهالوجينات ثنائية الذرة. تتكون العديد من مركبات الهالوجين من ذرة أو أكثر من ذرات الفلور التي ترتبط بهالوجين أثقل. يمكن أن يرتبط الكلور بما يصل إلى 3 ذرات فلور، ويمكن أن يرتبط البروم بما يصل إلى خمس ذرات فلور، ويمكن أن يرتبط اليود بما يصل إلى سبع ذرات فلور. معظم مركبات الهالوجين هي غازات تساهمية. ومع ذلك، فإن بعض المركبات الهالوجينية عبارة عن سوائل، مثل ثلاثي فلوريد البروم (BrF3)، والعديد من المركبات بين الهالوجينية المحتوية على اليود عبارة عن مواد صلبة.

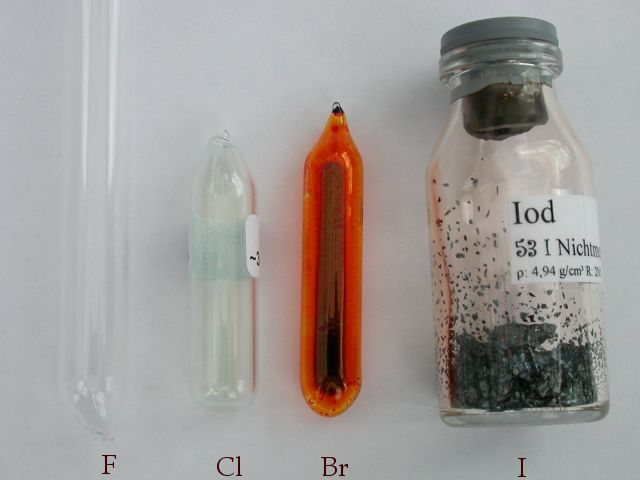
الهالوجينات